# Natividad, Chiapas
Natividad är en ort i Mexiko.   Den ligger i kommunen Chenalhó och delstaten Chiapas, i den sydöstra delen av landet, 700 km öster om huvudstaden Mexico City. Natividad ligger 1 591 meter över havet och antalet invånare är 356.
Terrängen runt Natividad är kuperad åt sydost, men åt nordväst är den bergig. Runt Natividad är det ganska tätbefolkat, med 134 invånare per kvadratkilometer. Närmaste större samhälle är San Cristóbal de las Casas, 18,9 km söder om Natividad. Omgivningarna runt Natividad är en mosaik av jordbruksmark och naturlig växtlighet.